# Socrealizm liturgiczny
Socrealizm liturgiczny – określenie użyte przez Stefana Kisielewskiego wobec monumentalnych wokalno-instrumentalnych utworów o tematyce religijnej, chrześcijańskiej powstających w Polsce od końca lat 70. XX wieku. Zwracać miało ono uwagę na to, że podobnie jak socrealistyczne kantaty i oratoria pisane w czasach stalinizmu, również i one są podobnie patetyczne, a przy tym proste i łatwe w odbiorze. Przykładami tej tendencji są przede wszystkim utwory Wojciecha Kilara (m.in. Angelus, Missa pro pace), Krzysztofa Pendereckiego (Polskie Requiem, Koncert fortepianowy „Zmartwychwstanie”), Henryka M. Góreckiego (pieśni o tematyce religijnej, Beatus vir). Dzięki tym utworom kompozytorzy zaliczani wcześniej do bardzo elitarnej, ekskluzywnej awangardy kompozytorów współczesnej muzyki (sonorystów) dotarli do szerokiej publiczności koncertowej.

## Kontynuacja poglądu
Dorota Szwarcman nazwała muzykę lat 90. XX w. Pendereckiego i Kilara „muzyką moralnego szantażu”. Andrzej Chłopecki użył nazwy „sacro polo”.